# دالة موجية
تحتل الدالة الموجية أو دالة الموجة مكانة مهمة في ميكانيكا الكم، حيث ينص مبدأ الارتياب على عدم قدرتنا على تحديد موضع وسرعة جسيم ما بدقة، لكن نعمد إلى دالة موجية مرافقة لكل جسيم حسب التصور الموجي الذي قدمه شرودنغر، وتقوم هذه الدالة الموجية بتحديد احتمال وجود الجسيم في أي نقطة من الفراغ التي يمكن للجسيم التواجد فيها. دالة الموجة هي أداة لوصف الجسيمات وحركتها وتآثرها مع جسيمات أخرى مثل الذرة أو نواة الذرة.

يوضح الشكل: مقارنة بين مفاهيم الذبذبات لحركة توافقية بسيطة وهزة توافقية كمومية لجسم واحد عديم الدوران. ونلاحظ اختلافاً كبيراً بين العمليتين. يتم تمثيل العملية الكلاسيكية (B - A) على أنها حركة جسيم على طول مسار. والعملية الكمومية (C - H) ليس لها مثل هذا المسار. بدلا من ذلك، يتم تمثيل "الجسيم" على شكل موجة. ويُظهر المحور الرأسي الجزء الحقيقي (للأزرق) لموجة الجسيم والجزء التخيلي (للأحمر) لدالة الموجة. وتُظهر اللوحات (C - F) أربعة حلول مختلفة للموجة الراكدة لمعادلة شرودنغر. وتُظهر الحالتين (G - H) أيضًا دالتين موجتين مختلفتين تمثلان حلولًا لمعادلة شرودنغر ولكن ليست موجات راكدة.

تصف الدالة الموجية في ميكانيكا الكم الحالة الكمومية إما لأحد الجسيمات الأولية أو لمجموعة من الجسيمات الأولية في الفراغ، وتعين احتمال تواجده أو تواجدها في مكان معين. (احتمال تواجد جسيم في مكان معين يُعبر عنه في ميكانيكا الكم بعدد بين 1 (موجود 100%) وصفر (غير موجود 0 %). وطبقا لتفسير كوبنهاغن لميكانيكا الكم تحتوي الدالة الموجية على جميع المعلومات المتعلقة بالجسيم أو مجموعة الجسيمات. والدالة الموجية تكون حلا لإحدى معادلات شرودنجر التي يمكن صياغتها لوصف النظام المطلوب دراسته، مثل الإلكترون في غلاف ذرة أو تشتت البرتونات على نواة الذرة، وغيرها. ويمكن للمعادلة الموجية أن تصف الحالة الكمومية لجسيم أولى، واقع تحت تأثير خارجي (مثل حركة الإلكترون حول النواة في الذرة) أو حالة الإلكترون الحر.

## تمثيل الجسيم بموجة

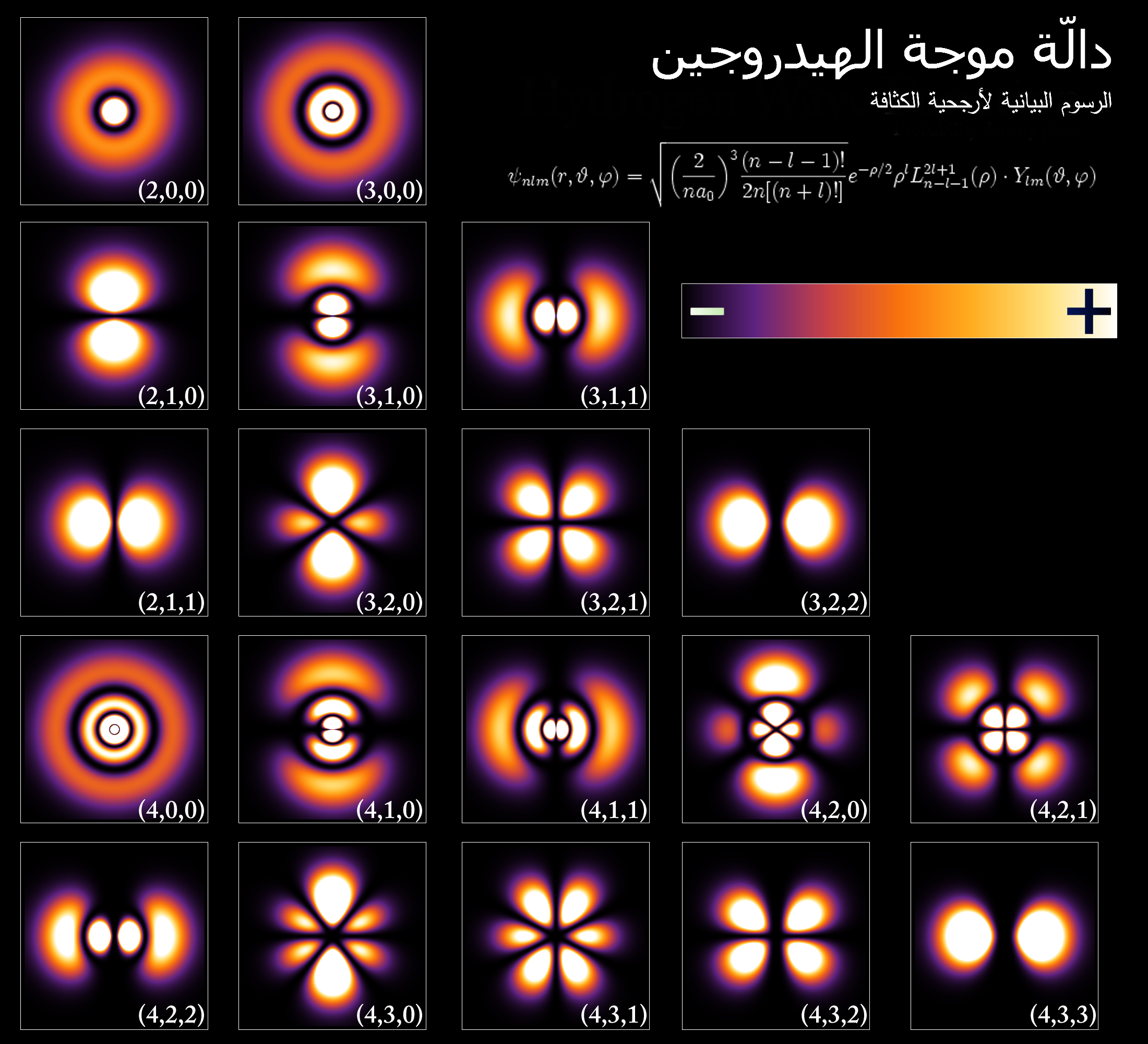
كثافة احتمال وجود الإلكترون في المدارات الأولى لذرة الهيدروجين مبينة كمقاطع مستوية ؟ أحجام المدارات ممثلة هنا بمقاييس رسم مختلفة.

بينما تعطي فيزياء الموجة الوصف العام للمعادلة الموجية، نقتصر هنا على وصف الدالة الموجية لجسيم. ونظرا لأن الدالة الموجية المستخدمة في هذا الغرض مركبة وليست حقيقية، يرجع إلى أن الدالة الموجية لجسيم {\displaystyle \psi (\mathbf {r} ,t)} ليس لها المعنى عند وصف شدة المجال الكهربائي {\displaystyle \mathbf {\mathrm {E} } (\mathbf {r} ,t)} لموجة ضوئية طبقا للميكانيكا التقليدية أو في الديناميكا الكهرومغناطيسية.
تستخدم الدالة الموجية في ميكانيكا الكم لوصف الحالة الكمومية لنظام فيزيائي. ويمكن أن تتخذ الدالة الموجية {\displaystyle \psi (\mathbf {r} ,t)} لجسيم كمومي صيغة موجة مستوية (لجسيم حر)، على هيئة :
{\displaystyle \psi (\mathbf {r} ,t)=A_{0}\cos \left(\omega t-\mathbf {k} \mathbf {r} \right)} ,
حيث :
- {\displaystyle \mathbf {r} } متجه الوضع ,
- {\displaystyle A_{0}} مطال مركب ,
- {\displaystyle \mathbf {k} } متجه الموجة ،
- {\displaystyle \omega } التردد الزاوي.

وطبقا لشرودنجر تنتج الدوال الموجية كحلول لمعادلة شرودنجر، أي أن الدالة الموجية يجب أن تكون حلا لمعادلة شرودنجر. وتوصف الخواص المختلفة لجسيم بواسطة عدة دوال موجية جزئية. وتبعا لصفات تحول الدالة الموجية طبقا لتحويل لورينتز يفرق الفيزيائي بين نظرية المجال الكمومي النسبي غير المتجة ونظرية المجال الكمومي الموتر.

## شرط التوحيد واحتمال تواجد جسيم
بينما يمكن تحديد مكان جسم (مثل كرة) في الميكانيكا التقليدية فإنه ليس من الممكن تحديد مكان جسيم {\displaystyle \mathbf {r} } بدقة كاملة طبقا لعلاقة هايزنبرج مبدأ عدم التأكد عندما ننزل من المقاييس الكبيرة العينية إلى مقاييس الذرة والجسيمات تحت الذرية.
وإطلاقا من تصور حتمية وجود الجسيم، فلا بد أن يكون موجودا في أي وقت وفي أي مكان بين الصفر ومالا نهاية، ولهذا فلا بد أن ينطبق شرط التوحيد
{\displaystyle \int _{\text{Raum}}^{}\psi \psi ^{*}\,\mathrm {d} V=1}
على دالته الموجية حيث أن الدالة الموجية
{\displaystyle \psi } و الدالة الموجية المرتبطة
{\displaystyle \psi *} conjugate). (قارن عدد مركب )
وتوصلنا تلك المعاملة إلى عنصر الاحتمال التفاضلي dP لوجود الجسيم عند النقطة
{\displaystyle \mathbf {r} =(x,y,z)}
في عنصر الحجم
{\displaystyle \mathrm {d} V\,=\,\mathrm {d} x\,\mathrm {d} y\,\mathrm {d} z}
إلى المعادلة:
{\displaystyle \mathrm {d} P(x,y,z)=\psi \psi ^{*}\,\mathrm {d} V}.
وبالنسبة لدالة موجية تفي بشرط التوحيد، يعطي مربع القيمة
{\displaystyle |\psi |^{2}\,}
=
{\displaystyle \psi \psi ^{*}}
يعطي كثافة احتمال وجود الجسيم في النقطة
{\displaystyle \mathbf {r} } وفي الزمن t.
وبالنسبة لدالة موجية لجسيم في صيغتها المكانية (اهمال التغير الزمني) فإن قيمة تكامل كثافة وجود الجسيم في عنصر المكان احتمال وجود الجسيم (إلكترون مثلا) في ذلك الحيز من المكان.

## الخلفية التاريخية
في عام 1900 وجد ماكس بلانك تناسبا بين التردد f لفوتون وطاقته E.
E=hf
حيث : ℎ ثابت بلانك
وفي عام 1916 اكتشفت العلاقة بين كمية حركة p الفوتون وطول الموجة λ

λ =h/p
وفي عام 1932 كان دي برولي أول من فكر في العلاقة λ =h/p وأصبحت تسمى علاقة دي برول.
مع العلم بأن كمية الحركة m.v= p
حيث m هي كتلة الجسيم و v سرعته.
علاقة دي برول تنطبق بذلك على الجسيمات الضخمة، والدليل الرئيسي هو تناظر لورينتز، [14] ويمكن اعتبار ذلك نقطة انطلاق للتطور الحديث لميكانيكا الكم. تمثل المعادلات ثنائية الموجة والجسيم لكل من الجسيمات عديمة الكتلة والجسيمات الضخمة.
تحدد معادلة شرودنجر كيف تتطور وظائف الموجة بمرور الوقت، وتتصرف الدالة الموجية نوعياً مثل الموجات الأخرى، مثل موجات الماء أو الأمواج على سلسلة، لأن معادلة شرودنغر هي نوعًا رياضيًا من معادلة الموجة. هذا يفسر اسم "وظيفة الموجة"، ويؤدي إلى ازدواجية الموجة والجسيم. ومع ذلك، تصف الدالة الموجية في ميكانيكا الكم نوعًا من الظاهرة الفيزيائية، التي لا تزال مفتوحة لتفسيرات مختلفة، والتي تختلف اختلافًا جوهريًا عن الموجات الميكانيكية التقليدية. 
في عشرينيات وثلاثينيات القرن الماضي، تم تطوير ميكانيكا الكم باستخدام حساب التفاضل والتكامل والجبر الخطي. أولئك الذين استخدموا تقنيات حساب التفاضل والتكامل شملوا لويس دي برولي، وإروين شرودنغر، وآخرين، طوروا "ميكانيكا الموجة". أولئك الذين طبقوا طرق الجبر الخطي هم فيرنر هايزنبرغ وماكس بورن وآخرين طوروا "ميكانيكا المصفوفة". أظهر شرودنجر بعد ذلك أن الطريقتين كانتا متساويتين.
في عام 1926، نشر شرودنغر معادلة الموجة الشهيرة التي سميت الآن باسمه، معادلة شرودنغر. استندت هذه المعادلة إلى الحفظ الكلاسيكي للطاقة باستخدام عوامل الكم، وعلاقات دي برولي، وحلول المعادلة هي وظائف الموجة للنظام الكمومي. ومع ذلك، لم يكن أحد واضحًا بشأن كيفية تفسيره. في البداية، اعتقد شرودنجر وآخرون أن وظائف الموجة تمثل الجسيمات التي تنتشر مع وجود معظم الجسيمات حيث تكون وظيفة الموجة كبيرة. تبين أن هذا غير متوافق مع الانتثار المرن لحزمة موجة (تمثل جسيمًا) بعيدًا عن الهدف ؛ ينتشر في كل الاتجاهات. في حين أن الجسيم المبعثر قد ينتشر في أي اتجاه، فإنه لا يتفكك ويقلع في جميع الاتجاهات. في عام 1926، قدم بورن منظور السعة الاحتمالية. يرتبط هذا بحسابات ميكانيكا الكم مباشرة بالملاحظات التجريبية الاحتمالية. تم قبوله كجزء من تفسير كوبنهاغن لميكانيكا الكم. هناك العديد من التفسيرات الأخرى لميكانيكا الكم. في عام 1927، اتخذ Hartree و Fock الخطوة الأولى في محاولة لحل دالة موجة الجسم N، وطورا دورة الاتساق الذاتي: خوارزمية تكرارية لتقريب الحل. وهي تُعرف الآن أيضًا باسم طريقة هارتري فوك. كان محدد سلاتر والدائم (للمصفوفة) جزءًا من الطريقة التي قدمها جون سلاتر.
واجه شرودنجر معادلة لوظيفة الموجة التي ترضي الحفاظ على الطاقة النسبية قبل أن ينشر المعادلة غير النسبية، لكنه تجاهلها لأنها تنبأت بالاحتمالات السلبية والطاقات السلبية. في عام 1927، وجدها كلاين وجوردون وفوك أيضًا، ولكنها أدرجت التفاعل الكهرومغناطيسي وأثبتت أنها ثابتة في لورنتز. وصل دي برولي أيضًا إلى نفس المعادلة في عام 1928. تُعرف معادلة الموجة النسبية هذه الآن باسم معادلة كلاين-جوردون.
في عام 1927، وجد باولي بشكل ظاهري معادلة غير نسبية لوصف جسيمات الدوران 1/2 في المجالات الكهرومغناطيسية، والتي تسمى الآن معادلة باولي. وجد باولي أن الدالة الموجية لم يتم وصفها بواسطة دالة معقدة واحدة للمكان والزمان، ولكنها كانت بحاجة إلى رقمين مركبين، والتي تتوافق على التوالي مع حالات الدوران +1/2 و −1/2 للفرميون. بعد فترة وجيزة في عام 1928، وجد ديراك معادلة من أول توحيد ناجح للنسبية الخاصة وميكانيكا الكم المطبقة على الإلكترون، والتي تسمى الآن معادلة ديراك. في هذا، تكون الدالة الموجية سبينورًا ممثلة بأربعة مكونات معقدة القيمة: اثنان للإلكترون واثنان للجسيم المضاد للإلكترون، البوزيترون. في الحد غير النسبي، تشبه دالة ديراك الموجية دالة باولي الموجية للإلكترون. في وقت لاحق، تم العثور على معادلات موجية نسبية أخرى